# Albert Murray, Baron Murray of Gravesend
Albert Murray, Baron Murray of Gravesend (n. 9 ianuarie 1930 – d. 10 februarie 1980) este un om politic britanic, membru al Parlamentului European în perioada 1973-1979 din partea Marii Britanii. 
1. ↑  Albert James Murray, Baron Murray of Gravesend, The Peerage
2. 1 2  Hansard 1803–2005